# Прапор Тасманії

Прапор губернатора Тасманії

Прапор Тасманії — є символ австралійського штату Тасманія. Прийнятий 25 вересня 1876.
Нинішній Прапор губернатора Тасманії, прийнятий парламентом штату в лютому 1977, відрізняється від прапора Тасманії наявністю корони святого Едуарда.

## Опис
Прапор являє синій прапор з емблемою штату (червоний лев на білому колі, такий самий як і на щиті герба Тасманії).

## Історія
7 серпня 1869 королева Вікторія запропонувала створити прапор колонії Тасманія (та інших австралійських колоній). Прапор заснували через 7 років. Спочатку лев мав бути золотистого кольору, але його творці вирішили використовувати традиційніший червоний. З 1876 прапор майже не зазнавав ніяких змін, лише одного разу був трохи змінений дизайн лева.